# Gottfrid Svartholm
Per Gottfrid Svartholm Warg (17 d'octubre de 1984), àlies anakata, és un especialista en informàtica i hacker suec conegut per ser el coproprietari de la companyia proveïdora d'allotjament web PRQ i el cofundador del lloc d'enllaços BitTorrent The Pirate Bay juntament amb Fredrik Neij. També ha creat el programari de rastreig Hypercube (open source sense llicència específica) que s'ha utilitzat al lloc web de The Pirate Bay i al seu rastrejador.
Algunes parts de l'entrevista a Svartholm on comenta sobre la batuda de la policia sobre The Pirate Bay el 2006 apareixen a Good Copy Bad Copy ia Steal This Film.

## The Pirate Bay
Svartholm Warg va cofundar The Pirate Bay el 2003 amb Fredrik Neij i Peter Sunde. En aquell moment, formava part del grup suec contra els drets d'autor i think tank Piratbyrån (Oficina de la pirateria) i es va convertir en una plataforma per compartir àudio, vídeo, programari i jocs electrònics. Segons Svartholm, Piratbyrån es va involucrar principalment en operacions polítiques com manifestacions, peticions i pressions per a canvis a la llei de drets d'autor, mentre que l'objectiu declarat de The Pirate Bay és "ajudar la gent a intercanviar informació lliurement".

### Problemes legals
La policia sueca va atacar per primera vegada The Pirate Bay el 31 de maig de 2006 sota la sospita que funcionava com un negoci que infringia els drets d'autor. La policia va confiscar servidors i va interrogar els seus administradors, inclòs Svartholm. El 31 de gener de 2008, els operadors de The Pirate Bay - Peter Sunde, Fredrik Neij, Gottfrid Svartholm i Carl Lundström (director general de l'antic ISP de The Pirate Bay) - van ser acusats de "promoure les infraccions de les lleis de copyright per part d'altres persones". El judiciva començar el 16 de febrer de 2009. Svartholm, juntament amb Neij i Lundström, van defensar Piratebay argumentant que no es beneficiaven de la pirateria ja que els usuaris no cobraven pels seus serveis i només confiaven en la publicitat del lloc web com a font d'ingressos. El 17 d'abril de 2009, Sunde i els seus co-acusats van ser considerats culpables d'ajudar a fer disponible el contingut dels drets d'autor" al Tribunal de Districte d'Estocolm. Cada acusat va ser condemnat a un any de presó i se'ls va condemnar a pagar una indemnització de 30 milions de SEK (aproximadament 3.390.317 € o 4.222.980 dòlars EUA), per repartir entre els quatre acusats. Els advocats dels acusats han apel·lat al Tribunal d'Apel·lació de Sveajuntament amb una sol·licitud de rejudici al tribunal de districte a causa d'una recent sospita de parcialitat del jutge Tomas Norström. Segons la llei sueca, el veredicte no és lícit fins que s'hagin processat totes les apel·lacions.

## Detenció a Cambodja
El 30 d'agost de 2012, a petició de les autoritats sueques, Svartholm va ser detingut per la policia cambodjana a la capital Phnom Penh, on vivia durant diversos anys. Cambodja no té cap tractat d'extradició amb Suècia, però el portaveu de la policia cambodjana, Kirth Chantharith, va dir a l'agència de notícies AFP que "mirarem les nostres lleis i veurem com podem gestionar aquest cas". Posteriorment, la policia cambodjana va declarar que el govern suec havia demanat que Gottfrid fos deportat en relació amb "un delicte relacionat amb la tecnologia de la informació".
Torrentfreak va especular que l'arrest de Svartholm podria haver estat relacionat amb una subvenció de dos anys de "desenvolupament democràtic, drets humans, educació i canvi climàtic" de 400 milions de corones (aleshores, aproximadament 59 milions de dòlars EUA) del govern suec al cambodjà. govern. La subvenció es va anunciar el 5 de setembre de 2012.
Gottfrid va ser finalment deportat a Suècia. També ha estat investigat per dos presumptes casos de pirateria informàtica, inclosa la irrupció a l'oficina d'impostos sueca entre el 2010 i l'abril de 2012, i també se sospita de frau greu. L'últim del qual va ser condemnat i acusat, amb una condemna de 2 anys de presó que es va complir a la presó situada a Mariefred.
A principis de juny de 2013, Warg va ser nomenat com a sospitós en un cas danès, on es van robar milions de números d'identificació personal d'una base de dades policial. La policia danesa ha demanat que Warg sigui extradit de Suècia, perquè pugui ser jutjat a Dinamarca. Més tard es va confirmar que Svartholm seria extradit a Dinamarca, per sotmetre's a un judici similar al de Suècia, el moment del qual depèn del resultat a Suècia. El 20 de juny de 2013, Gottfrid va ser declarat culpable de pirateria i condemnat a dos anys de presó. Aquesta condemna de 2 anys de presó finalment es va reduir a 1 any per apel·lació. WikiLeaks va publicar documents del cas.